# Stanzino delle Matematiche
Lo Stanzino delle Matematiche è la Sala 17 della Galleria degli Uffizi a Firenze.
Piccola stanza adiacente alla Tribuna del Buontalenti degli Uffizi, nella quale il granduca Ferdinando I de' Medici (1549-1609) fece allestire la collezione degli strumenti scientifici iniziata dal padre Cosimo I (1519-1574). Questa raccolta è poi confluita nella Collezione Medicea del Museo Galileo di Firenze.
Lo Stanzino doveva ospitare gli strumenti scientifici e i trattati che ne illustravano le operazioni, oltre a carte geografiche, piante di città e modelli lignei di macchine da guerra e fortificazioni. Il soffitto fu affrescato tra il 1599 e il 1600 da Giulio Parigi (1571-1635), con una decorazione a grottesche nella quale numerose vignette ritraggono fedelmente una parte significativa della raccolta e scene di celebri invenzioni antiche e moderne.